# Animal Magnetism
Animal Magnetism ist das siebte Studio-Album der deutschen Hard-Rock-Band Scorpions, welches 1980 veröffentlicht wurde. Die beiden bekanntesten Lieder dieser Platte sind The Zoo, das von der 42. Straße in New York (USA) handelt sowie der Eröffnungstitel Make It Real.

## Entstehung, Merkmale und Bedeutung

### Produktionsgeschichte
Animal Magnetism wurde zwischen Dezember 1979 und Februar 1980 in den Kölner Dierks-Studios aufgenommen. Einige der Songs auf dem Album entstanden inmitten der Produktion. Ein Beispiel hierfür ist das Stück Hold Me Tight. Sänger Klaus Meine über die Produktion: „Animal Magnetism entstand in relativ kurzer Zeit, unter schwierigen Bedingungen, und war sehr stark durch unsere Amerikaerfahrungen beeinflußt“. Das aussagekräftigste Beispiel hierfür ist der Titel The Zoo, der laut Rudolf Schenker speziell in Amerika ein Klassiker wurde. „Der Song ist noch heute ein absolutes Muss für jede Stripperin. Er klingt wie das gesamte Album: dirty, sehr animalisch“, so Schenker weiter. Die Streicher und Hornsection zur Ballade Lady Starlight arrangierte der Amerikaner Allan Macmillan, die Aufnahmen fanden im Februar 1980 in den Manta-Sound-Studios in Toronto, Kanada statt.

### Musikalischer Stil
Auf diesem Album zeigt sich die Band gegenüber dem Vorgänger deutlich härter und düsterer. So ist mit Lady Starlight nur eine einzige Ballade auf diesem Album enthalten. Diesbezüglich ungewöhnlich ist auch, dass Animal Magnetism statt wie die meisten anderen Alben mit einer Ballade mit dem besonders rauen Titelstück endet. Zudem wird bei The Zoo erstmals eine Talkbox eingesetzt.

### Songwriting und Merkmale der Texte
Ging es auf dem Vorgänger Lovedrive nahezu ausschließlich um die Liebe, so greifen die Scorpions hier u. a. auch sozialkritische Probleme (Twentieth Century Man) auf. Zudem ist Schlagzeuger Herman Rarebell bei ganzen sechs der neun Songs (auch am Text des Bonus-Tracks Hey You schrieb Rarebell mit) als Autor angegeben, somit ist er auf keinem anderen Album der Band so stark am Songwriting beteiligt gewesen wie auf diesem. Mit Falling in Love ist hier sogar ein komplett von Rarebell komponierter und geschriebener Song enthalten. Don’t Make No Promises (Your Body Can’t Keep) ist außerdem der erste Scorpions-Titel, an dem Gitarrist Matthias Jabs mitgeschrieben hat. Mit Ausnahme der letzten beiden genannten Songs wurden alle Arrangements dieses Albums von Rudolf Schenker komponiert.

### Albumtitel
Der Bassist Francis Buchholz kommentierte den Albumtitel wie folgt: „Herman (Rarebell, Schlagzeuger) kam die Idee für den Titel des Albums Animal Magnetism und wir alle mochten ihn, weil es ein interessanter Titel ist.“ (übersetzt)

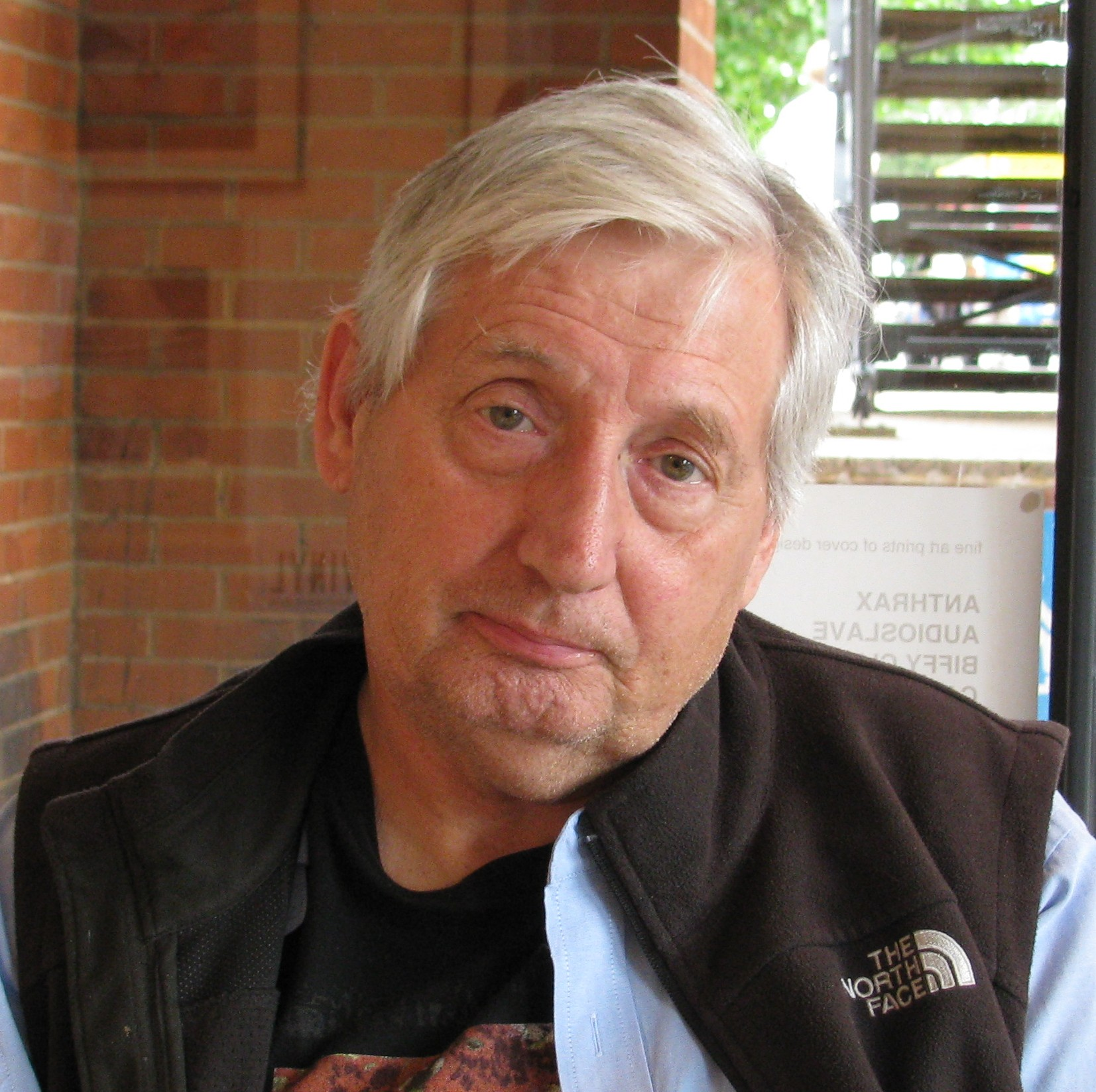
Storm Thorgerson, Schöpfer der Cover von Animal Magnetism und Lovedrive im Jahr 2010

### Albumcover
Das Cover wurde von Storm Thorgerson von der Designfirma Hipgnosis entworfen. Animal Magnetism ist das erste Scorpions-Album seit Fly to the Rainbow (1974), welches ein einziges übereinstimmendes Coverdesign hat. Laut Francis Buchholz liebten alle Bandmitglieder das Covermotiv, bis auf Buchholz selbst. Zwar sorgte auch das hier gezeigte Motiv für einige Kontroversen, welche jedoch nicht stark genug waren, um das hier verwendete Cover zu ersetzen.

### Tournee
Die Tour zum Album startete am 6. März 1980 in Japan, Tokio. Dabei tourten sie auch drei Monate lang durch die USA. Weitere Konzerte fanden in Frankreich, England, Schottland, Kanada und Schweden statt. Als Vorgruppen fungierten u. a. Def Leppard, Judas Priest und Ted Nugent.

### Kritik, Verkauf und Auszeichnungen
Der deutsche Musikexpress bezeichnete das Werk als „perfekte Synthese aus knallhartem Rock und klaren, eingängigen Melodien“. Christof Leim, Autor beim deutschen Metal Hammer, beschrieb es als „ein düsteres und schwer zugängliches Album, das zu Unrecht nie die verdiente Anerkennung erhielt.“
Das Album verkaufte sich bisher weltweit über 4 Millionen Mal. 1991 wurde das Album in den USA mit Platin ausgezeichnet.

## Titelliste
- 1.  Make It Real  – 3:49
- 2.  Don’t Make No Promises (Your Body Can’t Keep) – 2:55
- 3.  Hold Me Tight  – 3:53
- 4.  Twentieth Century Man  – 3:00
- 5.  Lady Starlight – 6:11
- 6.  Falling in Love  – 4:31
- 7.  Only a Man  – 3:32
- 8.  The Zoo  – 5:28
- 9.  Animal Magnetism – 5:56

### Bonus-Track (2001 Remastered)
- 10.  Hey You – 3:46

### 50th Anniversary Deluxe Edition Bonustracks
- 10. Hey You [Gesang Rudolf Schenker] 3:48
- 11. Animal Magnetism [Demo Version] 4:30
- 12. American Girls [Demo Song] 3:29
- 13. Get Your Love [Demo Version von „Heroes Don’t Cry“] 3:42
- 14. Restless Man [Demo Version von „Twentieth Century Man“] 3:18
- 15. All Night Long [Demo Song] 4:59

## Single-Auskopplungen
Als Singles erschienen Make It Real (mit Hold Me Tight) sowie The Zoo mit dem Lied Holiday (vom vorherigen Album Lovedrive). Diese Single erreichte in Großbritannien Platz 75. Das Lied Hey You wurde 1980 erstmals als Single veröffentlicht und ist seit 2001 als Bonus-Track auf diesem Album zu finden.

## Andere Songversionen und Live-Aufnahmen
Das 1992 veröffentlichte Remix-Album Still Loving You enthält eine neue Version von Lady Starlight. Eine weitere Version dieser Ballade zusammen mit den Berliner Philharmonikern wurde auf dem Album Moment of Glory (2000) veröffentlicht. Das Lied The Zoo erschien 2001 auf dem Album Acoustica als Akustik-Version.
Das Live-Album World Wide Live aus dem Jahre 1985 enthält u. a. Live-Versionen der Lieder Make It Real und The Zoo. Der 2009 aufgezeichnete USB-Stick A Night to Remember – Live in Essen enthält Live-Aufnahmen derselben beiden Songs.

## Cover-Versionen
- Animal Magnetism wurde von Oneiroid Psychosis (1999); Solaris (2001); Helstar (2011) und Testament (2012-Bonustrack) gecovert.
- Falling In Love wurde von Marq Torien (2000) gecovert.
- The Zoo wurde von Bruce Dickinson (1998); Obscure (1999); Dream Theater (2000-Liveversion, Fanclub-CD); Black Earth (2001); Bang Tango (2005-Bonustrack); Smashing Pumpkins (29. Februar 2008, Live in  Oslo); Arch Enemy(2012-Beilage zur 300. Ausgabe der Zeitschrift Rock Hard); und Joe Lesté gecovert.